# LT United
LT United je bila litovska superskupina, ustanovljena leta 2006 izključno z namenom zastopanja države na Pesmi Evrovizije 2006. S kontroverzno pesmijo We Are The Winners so zasedli šesto mesto, kar je doslej najboljša uvrstitev Litve na Pesmi Evrovizije.
Skupino je v začetku leta 2006 osnoval znani litovski rockovski glasbenik Andrius Mamontovas. V zasedbi, ki je sama sebe primerjala z državno košarkarsko reprezentanco, se mu je pridružilo še pet prepoznavnih glasbenikov: Marijonas Mikutavičius, Viktoras Diawara, Saulius Urbonavičius, Arnoldas Lukošius in Eimantas Belickas. Na državnem izboru je skupina s pesmijo »We Are The Winners« prejela več kot 32 000 glasov, skoraj dvakrat več od drugouvrščene skupine InCulto (ki je državo nato zastopala leta 2010).
Marca 2006 so predstavili uradni glasbeni spot za pesem. Do polfinala skupina ni hotela nastopati, prav tako je poslala prošnjo radijskim postajam po Evropi, naj pesmi ne predvajajo do dne po evrovizijskem finalu. Pesem »We Are The Winners«, ki je v obliki navijaškega napeva slavila njihovo domnevno vnaprejšnjo zmago na Evroviziji, je med javnostjo in kritiki sprožila mešane odzive; nekaterim se je zdela predrzna in naduta, medtem ko jo je večina razumela kot šalo.
Polfinalni nastop LT United je občinstvo izžvižgalo, vendar je kljub temu na glasovanju zbrala 163 točk, s čimer je dosegla peto mesto med 23 nastopajočimi državami in se uvrstila v finale. Nastopa v polfinalu in v finalu se nista bistveno razlikovala, oba pa sta vključevala Urbonavičiusovo petje v megafon in divji ples Arnoldasa Lukošiusa. V finalu 20. maja 2006 je ob manj izrazitem žvižganju skupina končala na šestem mestu s 162 točkami. Na tiskovni konferenci po tekmovanju so zmagovalci Lordi zapeli refren pesmi »We Are The Winners«.
Po Evroviziji so LT United izdali pesem »We Are The Winners« kot singel. Ta je poleg izvorne pesmi vključeval dva remiksa, kot tudi različico za svetovno prvenstvo v nogometu 2006 (čeprav Litva na njem ni tekmovala). Singel je s 5000 prodanimi izvodi v Litvi postal platinast, na finski lestvici singlov pa se je povzpel na 14. mesto. Člani LT United so kot ambasadorji dobre volje Razvojnega programa Organizacije združenih narodov sodelovali v kampanji »Time To Help The Others«.